# 田川まゆみ
田川 まゆみ（たがわ まゆみ、1979年（昭和54年）11月26日 - ）は、日本のディスクジョッキー、タレント、メイドカフェウェイトレス、ラジオパーソナリティ。所属事務所はサンディ。

## 経歴
神奈川県出身。神奈川県立和泉高等学校卒業。高校卒業後、声優養成所に通う。2004年1月より、秋葉原のメイド喫茶・ぴなふぉあでイベント限定メイドとして働く。コスプレ系飲食店の店員として働く一方でイベントコンパニオンや司会を務める等芸能活動も行い、エスピーワンに所属した。2005年（平成17年）3月にはテレビ朝日系列で放送されていた『銭形金太郎』に“アキバ系アイドルビンボー”として出演した。
のちに所属事務所をサンディに移籍した後、2014年（平成26年）9月22日に10年間勤めていたぴなふぉあを脱退。同年10月よりメイリッシュに所属。
2015年（平成27年）10月2日、メイリッシュの副店長に就任。
ラジオパーソナリティとしては、ミュージックバードが制作していたラジオ番組『Power Up Morning SUNDAY』 にて2010年（平成22年）10月よりアシスタントを担当した後、2013年（平成25年）2月からは同番組のパーソナリティとなった。放送時間の移動に伴い番組名が『Power Up More Nippon』に変更された2020年（令和2年）10月以降も引き続き、この番組のパーソナリティを担当している。

### 人物
本人曰く、「昭和生まれの18歳」または「永遠の18歳」。生年月日を公表している一方で、このように自称することがある
好きなアニメシリーズは『魔神英雄伝ワタル』、『マクロスシリーズ』ほか。好きなテレビゲームは、KONAMI全般。
所有している資格は、普通自動車第一種運転免許と第四級アマチュア無線技士（無線局のコールサインはJI1APM）。

## 出演

### テレビ
- 千葉テレビ放送『アキバン!バン!バン!』（2007年12月10日 - 2009年7月27日、但し番組自体は2009年12月28日まで放送）

### ラジオ
- イセハラエフエム放送『田川まゆみのゆんゆんラジオ』（2005年頃のレギュラー放送）[12]
- ミュージックバード
  - 『Power Up Morning SUNDAY』（2009年4月5日 - 2020年9月27日、但し田川の出演は2010年10月3日以降）
  - 『Power Up More Nippon』（2020年10月3日 - ）
- 調布エフエム放送
  - 『調布FM真夏のアニソン特番』（2016年8月7日）[13]
  - 『開局20周年記念 調布FMアニソン特番』（2018年8月19日）[14]
  - 『調布FM真夏のアニソン特番』（2020年8月22日）[15]

### 舞台
- 『メイド喫茶の神様』（2007年4月13日〜15日）[16]
- 『Wingless～無翼の天使は地を駆ける～』（2008年11月22日〜24日）[17]
- 『 聖この夜〜クリスマスツリーの奇跡〜』（2012年12月7日）[18]

### 朗読会
- 『まほろばを見つめて』（2012年８月19日）[19]

### イベント
- スリランカ大使館『スリランカフェスティバル2010』MC（2010年9月12日）[20]
- 日本アマチュア無線連盟『アマチュア無線フェスティバル（ハムフェア）』
  - ハムフェア2017　総務省メインステージ「トライアングルガールズトーク」司会（2017年9月2日）[21]
  - ハムフェア2019　総務省イベントコーナー「電波的な、ガールズトーク」出演（2019年8月31日）[22][23]
- 東急百貨店本店
  - 『2018 双裳会』（春夏新作コレクション）店内ラジオDJ（2018年2月19日）[24]
  - 『2018 錦裳会』（秋冬新作コレクション）店内ラジオDJ（2018年9月8日・10日）[25]
  - 『2019 双裳会』（春夏新作コレクション）店内ラジオDJ（2019年2月17日・18日）[26]
  - 『2020 双裳会』（春夏新作コレクション）店内ラジオDJ（2020年2月16日・17日）[27]

### ゲスト出演
- 聖ヴァニラ学園『メイド喫茶の社会学』（2012年11月18日）[28]
- 『メイド喫茶愛好家の集い』（2013年5月11日）[29][30]
- 『Mr.秋葉原ササキチの「アキバログイン」』119回目ゲスト（2023年8月28日，YouTube上に録画映像あり。出典を参照）[31][32]

### 写真集
- 高野祥光 『秋葉日和』 新風舎、2006年9月20日、ISBN 4-289-00776-7 [33]